# 90397 Rasch
90397 Rasch è un asteroide della fascia principale. Scoperto nel 2003, presenta un'orbita caratterizzata da un semiasse maggiore pari a 2,5303150 UA e da un'eccentricità di 0,2697404, inclinata di 6,31211° rispetto all'eclittica.